# Malattia di Hailey-Hailey
La malattia di Hailey-Hailey, conosciuta anche come pemfigo cronico familiare benigno, è una rara patologia dermatologica a trasmissione ereditaria, con modalità autosomica dominante, causata da un difetto di coesione delle cellule sovrabasali dell'epidermide. È stata descritta la prima volta nel 1939 dai fratelli Howard e Hugh Hailey, che diedero il nome alla malattia.

## Sintomi
Si manifesta di solito dopo i 20 - 30 anni, ed è caratterizzata dalla formazione continua di vescicole, vesciche e flittene sulla pelle, certe volte anche su aree estese. Le vescicole sono dolorose e, una volta aperte, possono infettarsi. Addirittura sotto la vecchia vescica se ne può formare un'altra. Le vesciche lasciano lesioni e croste, soprattutto in corrispondenza delle pieghe del corpo. Vengono in genere coinvolte le ascelle, il collo, l'inguine, il perineo e, nelle donne, la regione sottomammaria. La comparsa delle vesciche è invece meno frequentemente, sebbene non improbabile, in zone quali il tronco ed i gomiti. Molto più raramente vengono coinvolte le mucose.
La malattia presenta un andamento altalenante, con periodi di riacutizzazioni e periodi in cui i sintomi scompaiono.

## Cause
La malattia è causata da un difetto genico sul gene ATP2C1, localizzato sul braccio corto del cromosoma 3. Ciò causa un malfunzionalmento della pompa del calcio all'interno della cellula. Ne deriva che gli strati cellulari interni della pelle non riescono ad aderire fra loro. Gli spazi che si formano si riempiono di liquido e causano le vesciche tipiche della malattia.

## Terapia
Non esiste per ora una terapia risolutiva. Al momento si possono usare solo farmaci che alleviano e riducono i sintomi.
In passato sono stati utilizzati, con scarsi risultati, preparazioni a base di tacalcitolo. I corticosteroidi sono utilizzati per ridurre il processo infiammatorio.
Quando sono presenti sovrainfezioni micotiche, batteriche o entrambe contemporaneamente è necessario ricorrere all'uso di antibiotici e antimicotici per via sistemica.
Farmaci come dapsone, metotrexato, talidomide, etretinato, ciclosporina e, più recentemente, utilizzo intramuscolare alefacept, hanno permesso un certo controllo della malattia, anche se sono praticamente inefficaci con le forme più severe.